# حمير عبد الله حسين الأحمر
حمير عبد الله بن حسين الأحمر (و.1970- ) سياسي يمني، وعضو في مجلس النواب، عن الدورة البرلمانية 2003-2009 والكتلة البرلمانية للمؤتمر الشعبي العام عن الدائرة الانتخابية رقم (282) بمحافظة عمران. في 8 يناير 2023 اختارت مشائخ ووجاهات قبيلة حاشد الشيخ حمير زعيما لقبيلة حاشد خلفا لشقيقه الراحل الشيخ صادق الأحمر. شغل الشيخ حمير منصب نائب رئيس مجلس النواب اليمني من 2008 وحتى 2016.

## فترة المجلس
باتفاق عرف باسم «إتفاق فبراير» تمددت فترة المجلس لمدة عامين، وبقيام ثورة الشباب اليمنية لم تُجرَ الانتخابات، وبحسب إتفاق المبادرة الخليجية تمددت لمدة عامين آخرين حتى 2013 .